# Mike Davis

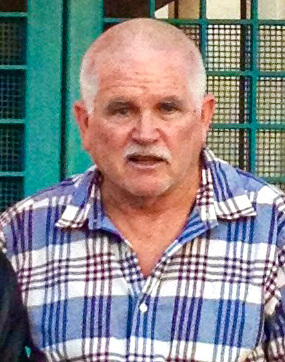
Mike Davis

Mike Davis (* 10. März 1946 in Fontana, Kalifornien; † 25. Oktober 2022 in San Diego, Kalifornien) war ein US-amerikanischer Sozialkommentator, Soziologe und Historiker.

## Biographie
Am 10. März 1946 wurde Mike Davis in Fontana, einem Vorort von Los Angeles, geboren. Im Alter von 16 Jahren unterbrach er zunächst die High School, um als Arbeiter in einer Fleischfabrik zum Unterhalt seiner Familie beizutragen.
Anfang der 1960er Jahre studierte er kurze Zeit am Reed College in Oregon, wurde Mitglied der Students for a Democratic Society (SDS), trat der Kommunistischen Partei bei und leitete deren Buchladen in Los Angeles. In den folgenden vier Jahren arbeitete er als LKW-Fahrer an der Westküste, bis er sich entschied, seine akademische Ausbildung an der University of California, Los Angeles (UCLA) fortzusetzen. Neben Geschichte und Wirtschaft an der UCLA studierte er irische Geschichte in London, Edinburgh und Belfast und setzte sich dort für die nordirische Unabhängigkeit ein. In den 1970ern erwarb er an der UCLA den Titel des Bachelor und des Master in Geschichte. Er begann eine Doktorarbeit, die er nicht beendete, verließ die Vereinigten Staaten und kehrte erst 1987 wieder nach Los Angeles zurück. Er lebte in Großbritannien, wo er u. a. an der New Left Review mitarbeitete. Er bekam 1998 ein MacArthur-Stipendium und war ein Fellow am Getty Center.
Davis lehrte zunächst an der Stony Brook University und ab 2002 am Department of History an der University of California, Irvine. Er war Professor im Department of Creative Writing an der University of California, Riverside. Davis schrieb u. a. für die britische Monatszeitung Socialist Review, das Organ der britischen Socialist Workers Party.
Davis schrieb 1990 City of Quartz. Ausgrabungen der Zukunft in Los Angeles, womit er im gleichen Jahr international bekannt wurde und das heute als Klassiker der Stadtsoziologie gilt und die Traumfabrik in Hollywood, die Verstädterung der Landschaft, die ökonomische und soziale Rassentrennung und die Umweltzerstörung im Metropolengroßraum von L.A. in ein gedankliches Panorama fügte.
Zuletzt erschien von ihm in deutscher Sprache Eine Geschichte der Autobombe (2007).
Im Dezember 2008 wurde Mike Davis mit dem in jenem Jahr erstmals verliehenen Kulturpreis der Münchener Universitätsgesellschaft ausgezeichnet.
Davis war Mitglied der irischen Socialist Workers Party.
Davis äußerte sich auch immer wieder politisch. 2012 schrieb er: „Die Linke sollte Obama wiederwählen und ihn dann sofort bekämpfen“.

Sein Hauptinteresse galt lange Zeit der Untersuchung der Gesellschaftsstrukturen und der urbanen Entwicklung in seiner Heimat Südkalifornien. Er prägte den Begriff Los Angeles School of Urbanism und wurde dieser zugerechnet, äußerte sich ihr gegenüber aber auch kritisch. Seine jüngeren Veröffentlichungen beschäftigen sich mit der Entstehung von Slums und vergessenen großen Hungersnöten, die er nicht als solche bezeichnete, sondern als Völkermord in Verbindung mit El-Niño-Ereignissen. So beschrieb er in seinem Buch Die Geburt der Dritten Welt, wie während der 1870er und 1890er Jahre infolge des Kolonialismus und daher nur vordergründig durch klimabedingte Katastrophen zwischen dreißig und sechzig Millionen Menschen starben:
"Millionen starben nicht außerhalb des »modernen Weltsystems«, sondern im Zuge des Prozesses, der sie zwang, sich den ökonomischen und politischen Strukturen anzupassen. Sie starben im goldenen Zeitalter des liberalen Kapitalismus; viele wurden [...] durch die dogmatische Anwendung der heiligen Prinzipien von Smith, Bentham und Mill regelrecht ermordet."
Mitte 2022 wurde bekannt, dass Davis sich entschieden hatte, seine langjährige Krebserkrankung nicht länger behandeln zu lassen, stattdessen lebte er zu Hause und nahm Palliative Care in Anspruch. Er starb am 25. Oktober desselben Jahres im Alter von 76 Jahren an Speiseröhrenkrebs in seinem Zuhause im kalifornischen San Diego.

## Schriften

### Bücher (Auswahl)
- Phoenix im Sturzflug. Zur politischen Ökonomie der Vereinigten Staaten in den achtziger Jahren. Rotbuch-Verlag, Berlin 1986, ISBN 3-88022-315-7. (Prisoners of the American Dream. 1986.)

- City of Quartz. Ausgrabungen der Zukunft in Los Angeles und neuere Aufsätze. Verlag Schwarze Risse, Berlin 1994, ISBN 3-924737-23-1. (City of Quartz. Excavating the Future in Los Angeles. 1990.)[10]
  - Neuauflage City of Quartz Ausgrabungen der Zukunft in Los Angeles. Aus dem Amerikanischen von Jan Reise, Verlag Assoziation A, Berlin 2023, ISBN 978-3-86241-496-3.

- Casino Zombies und andere Fabeln aus dem Neon-Westen der USA. Verlag Schwarze Risse, Berlin 1999, ISBN 3-924737-44-4.[11]

- Ökologie der Angst. Los Angeles und das Leben mit der Katastrophe. Kunstmann, München 1999, ISBN 3-88897-225-6; Piper-Sachbuch, 2004, ISBN 3-492-23819-X. (Ecology of Fear. Los Angeles and the Imagination of Disaster. 1999).[12]

- Die Geburt der Dritten Welt. Hungerkatastrophen und Massenvernichtung im imperialistischen Zeitalter. Assoziation A, Berlin 2004, ISBN 3-935936-43-5. (Late Victorian Holocausts: El Niño Famines and the Making of the Third World. 2001.)

- Vogelgrippe. Zur gesellschaftlichen Produktion von Epidemien. Assoziation A, Berlin 2005, ISBN 3-935936-42-7. (The Monster at Our Door: The Global Threat of Avian Flu. 2005)

- Planet der Slums. Assoziation A, Berlin 2007, ISBN 978-3-935936-56-9. (Planet of Slums. 2006.)[13]

- mit Justin Akers Chacón: Crossing the Border. Migration und Klassenkampf in der US-amerikanischen Geschichte. Assoziation A, Berlin 2007, ISBN 978-3-935936-59-0. (No One Is Illegal: Fighting Racism and State Violence on the U.S.-Mexico Border. 2006.)

- Eine Geschichte der Autobombe. Assoziation A, Berlin 2007, ISBN 978-3-935936-58-3. (Buda’s Wagon: A Brief History of the Car Bomb. 2007.)

- Beitrag in: Das Raumschiff Erde hat keinen Notausgang. Energie und Politik im Anthropozän. Suhrkamp, Berlin 2011, ISBN 978-3-518-06176-3.

### Artikel
- 2003: Umzingelt von einer unfehlbaren Armee Das Pentagon arbeitet an der Abschaffung des Zufalls. – In: Die Zeit, 10. April 2003.
- 2003: Weißer Hass und dunkle Träume In Arnold Schwarzenegger haben die kalifornischen Bürger den Helden ihrer Machtfantasien gefunden. – In: Die Zeit, 16. Oktober 2003.
- 2006: Nach der Sintflut die Spekulanten Vor einem Jahr zerstörte der Hurrikan Katrina New Orleans. – In: Die Zeit, 24. August 2006.
- 2006: Die Große Mauer des Kapitals Wie die Armen der Welt brutal von den reichen Ländern ausgegrenzt werden. – In: Die Zeit, 12. Oktober 2006.
- 2007: Ganz normales Wetter Extreme Trockenheit, Winderosion und Waldbrände prägen längst das Landschaftsbild im Südwesten der USA. – In: Die Zeit, 15. März 2007.
- 2008: Wer wird die Arche bauen? Das Gebot zur Utopie im Zeitalter der Katastrophen. – Essay und Rede an der Universität München am 8. Dezember 2008. In: Blätter für deutsche und internationale Politik, Februar 2009.[14]
- 2011: 10 Gebote für die Revolte Die Neujahrsrede eines amerikanischen Protestveteranen an die Jungen. – In: Die Zeit, 29. Dezember 2011.